# Lawrencega hewitti
Lawrencega hewitti är en spindeldjursart som först beskrevs av Lawrence 1929.  Lawrencega hewitti ingår i släktet Lawrencega och familjen Melanoblossiidae. Inga underarter finns listade i Catalogue of Life.